# Teemu Tanninen
Teemu Tanninen – fiński kierowca wyścigowy.

## Biografia
Karierę rozpoczynał w kartingu. W 1999 roku zajął trzecie miejsce w kartingowych mistrzostwach Finlandii Formuły A. W 2000 roku wygrał zawody Viking Trophy oraz zajął trzecie miejsce w kartingowych mistrzostwach Finlandii. W 2001 roku zadebiutował w wyścigach samochodów jednomiejscowych, rywalizując w Formule Ford. Tanninen uczestniczył wówczas Van Diemenem m.in. w Festiwalu Formuły Ford oraz Fińskiej Formule Ford, w której zajął drugie miejsce. Był również czwarty w Nordyckiej Formule Ford Zetec. W 2003 roku zadebiutował w Fińskiej Formule 3, zajmując trzecie miejsce na koniec sezonu. Rok później wygrał sześciokrotnie i został mistrzem serii.

## Wyniki w Fińskiej Formule 3
| Legenda oznaczeń w tabelach wyników Wyświetl szablon na nowej stronie | Legenda oznaczeń w tabelach wyników Wyświetl szablon na nowej stronie                                                                     |
| Oznaczenie                                                            | Wyjaśnienie |
| --------------------------------------------------------------------- | --- |
| Złoty                                                                 | Zwycięzca lub mistrzostwo |
| Srebrny                                                               | 2. miejsce lub wicemistrzostwo |
| Brązowy                                                               | 3. miejsce lub II wicemistrzostwo |
| Zielony                                                               | Ukończył, punktował (w klasyfikacji generalnej, gdy zdobył co najmniej jeden punkt na przestrzeni sezonu, poza trzema powyższymi opcjami) |
| Niebieski                                                             | Ukończył, nie punktował (w klasyfikacji generalnej, gdy nie zdobył co najmniej jednego punktu na przestrzeni sezonu)                      |
| Czerwony                                                              | Nie zakwalifikował się (NZ) |
| Czerwony                                                              | Nie prekwalifikował się (NPK) |
| Różowy                                                                | Nie ukończył (NU) |
| Różowy                                                                | Niesklasyfikowany (NS) (w klasyfikacji generalnej, gdy nie został sklasyfikowany w żadnym wyścigu sezonu)                                 |
| Czarny                                                                | Zdyskwalifikowany (DK) |
| Czarny                                                                | Wykluczony (WYK/EX) |
| Biały                                                                 | Nie wystartował (NW) |
| Biały                                                                 | Kontuzjowany (K/INJ) |
| Biały                                                                 | Wyścig odwołany (OD/C) |
| Bez koloru                                                            | Został wycofany (WYC/WD) |
| Bez koloru                                                            | Nie przybył (NP/DNA) |
| Bez koloru                                                            | Nie brał udziału w treningach (NT/DNP) |
| Bez koloru                                                            | Nie został zgłoszony (–) |
| Pogrubienie                                                           | Start z pole position |
| Kursywa                                                               | Najszybsze okrążenie wyścigu |
| †                                                                     | Nie ukończył, ale jego rezultat został zaliczony ze względu na przejechanie więcej niż 90% dystansu wyścigu.                              |
| *                                                                     | Sezon w trakcie |
| 1/2/3                                                                 | Punktowana pozycja w sprincie kwalifikacyjnym                                                                                             |
| Lista systemów punktacji Formuły 1                                    | |

| Rok  | Zespół         | Samochód     | Silnik     | Wyniki w poszczególnych eliminacjach | Wyniki w poszczególnych eliminacjach | Wyniki w poszczególnych eliminacjach | Wyniki w poszczególnych eliminacjach | Wyniki w poszczególnych eliminacjach | Wyniki w poszczególnych eliminacjach | Wyniki w poszczególnych eliminacjach | Wyniki w poszczególnych eliminacjach | Wyniki w poszczególnych eliminacjach | Wyniki w poszczególnych eliminacjach | Wyniki w poszczególnych eliminacjach | Wyniki w poszczególnych eliminacjach | Pkt. | Msc. |
| ---- | -------------- | ------------ | ---------- | ------------------------------------ | ------------------------------------ | ------------------------------------ | ------------------------------------ | ------------------------------------ | ------------------------------------ | ------------------------------------ | ------------------------------------ | ------------------------------------ | ------------------------------------ | ------------------------------------ | ------------------------------------ | ---- | ---- |
| 2003 |                |              |            | Finlandia                            | Finlandia                            | Finlandia                            | Finlandia                            | Finlandia                            | Finlandia                            | Finlandia                            | Finlandia                            | Finlandia                            | Finlandia                            | Finlandia                            | Finlandia                            | 212  | 3    |
| 2003 | Teemu Tanninen | Ralt RT35    | Volkswagen | 5                                    | 4                                    | 4                                    | 11                                   | 3                                    | 2                                    | 2                                    | 3                                    | 2                                    | 2                                    | 1                                    | 2                                    | 212  | 3    |
| 2004 |                |              |            | Finlandia                            | Finlandia                            | Finlandia                            | Finlandia                            | Finlandia                            | Finlandia                            | Finlandia                            | Finlandia                            | Finlandia                            | Finlandia                            |                                      |                                      | 171  | 1    |
| 2004 | Polameri Team  | Dallara F394 | Opel       | 1                                    | NU                                   | 2                                    | 5                                    | 1                                    | 1                                    | 1                                    | 1                                    | 5                                    | 1                                    |                                      |                                      | 171  | 1    |